# Pangasius pangasius
Pangasius pangasius es una especie de pez actinopeterigio de agua dulce, de la familia de los pangásidos.

## Biología
En la aleta dorsal presenta dos espinas y siete radios blandos, sin espinas en la aleta anal y de 29 a 32 radios blandos; ojos pequeños, de diámetro más de 7 veces que la longitud de la cabeza; aleta caudal amarilla brillante en adultos; las barbillas maxilares se extienden hasta la abertura de las branquias.
Se alimenta de caracoles y otros moluscos, así como de plantas. Criado para consumo en Tailandia, Camboya y Vietnam; pescado excelente para comida por su carne dulce muy fina, gruesa y blanca, comercializado fresco.

## Distribución y hábitat
Se distribuye por ríos y lagos del sur de Asia, por grandes ríos del subcontinente indio y Myanmar. Ampliamente introducido en su área geográfica para la acuicultura; los informes de Tailandia, Malasia e Indonesia se basan en errores de identificación. Son peces de agua dulce tropical o salobre, de hábitat de tipo demersal, migratorio tipo potamodromo. Se encuentra en grandes ríos y estuarios, Cuando juveniles habitan en la zona de marea de agua dulce del estuario, cuando sub-adultos se traslada al agua salobre, y finalmente como adultos se trasladas a las bocas de los ríos y áreas costeras.